# Ferocactus flavovirens
Ferocactus flavovirens är en kaktusväxtart som först beskrevs av Michael Joseph François Scheidweiler, och fick sitt nu gällande namn av Nathaniel Lord Britton och Joseph Nelson Rose. Ferocactus flavovirens ingår i släktet Ferocactus och familjen kaktusväxter. Inga underarter finns listade i Catalogue of Life.

## Bildgalleri

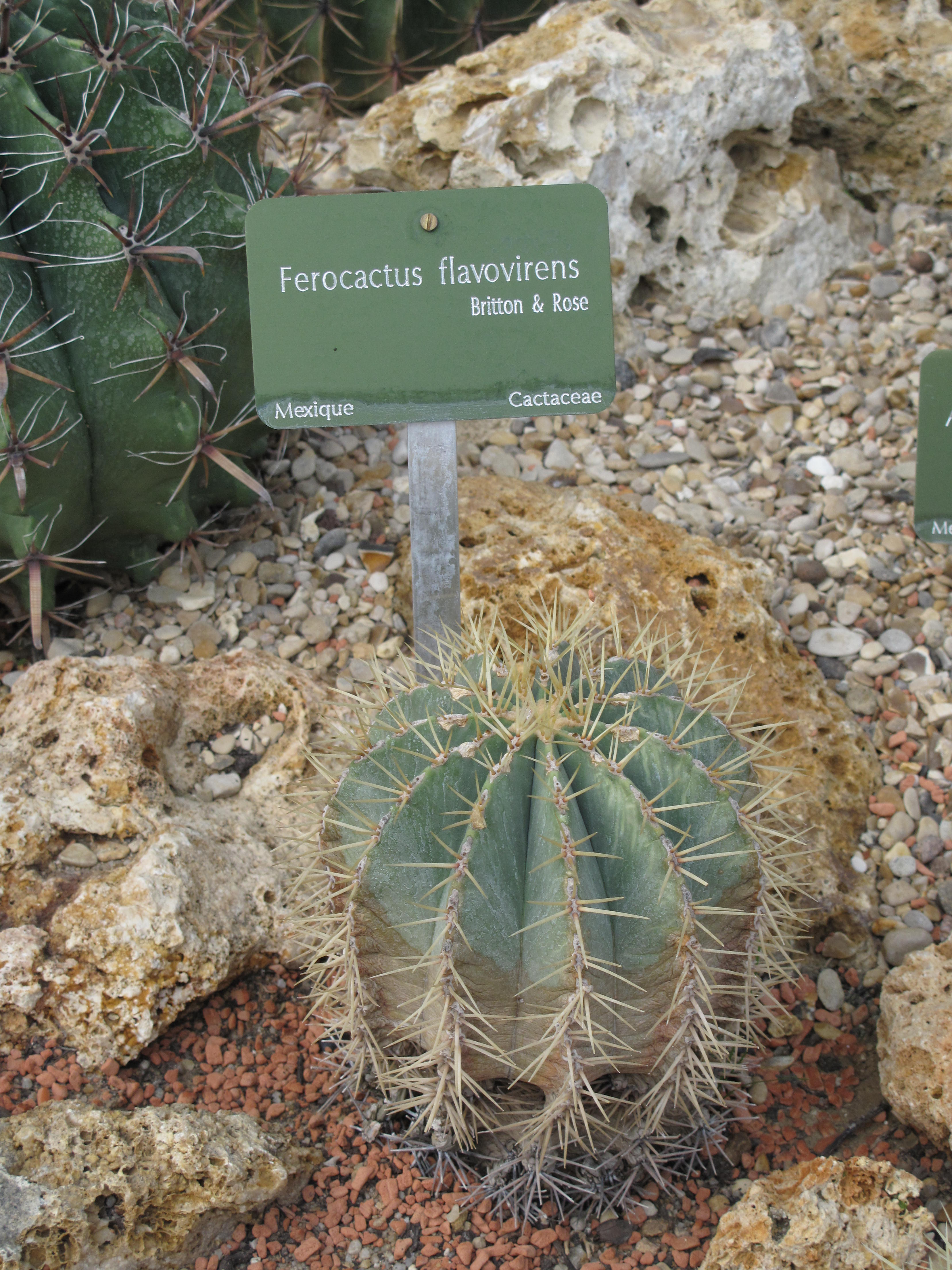
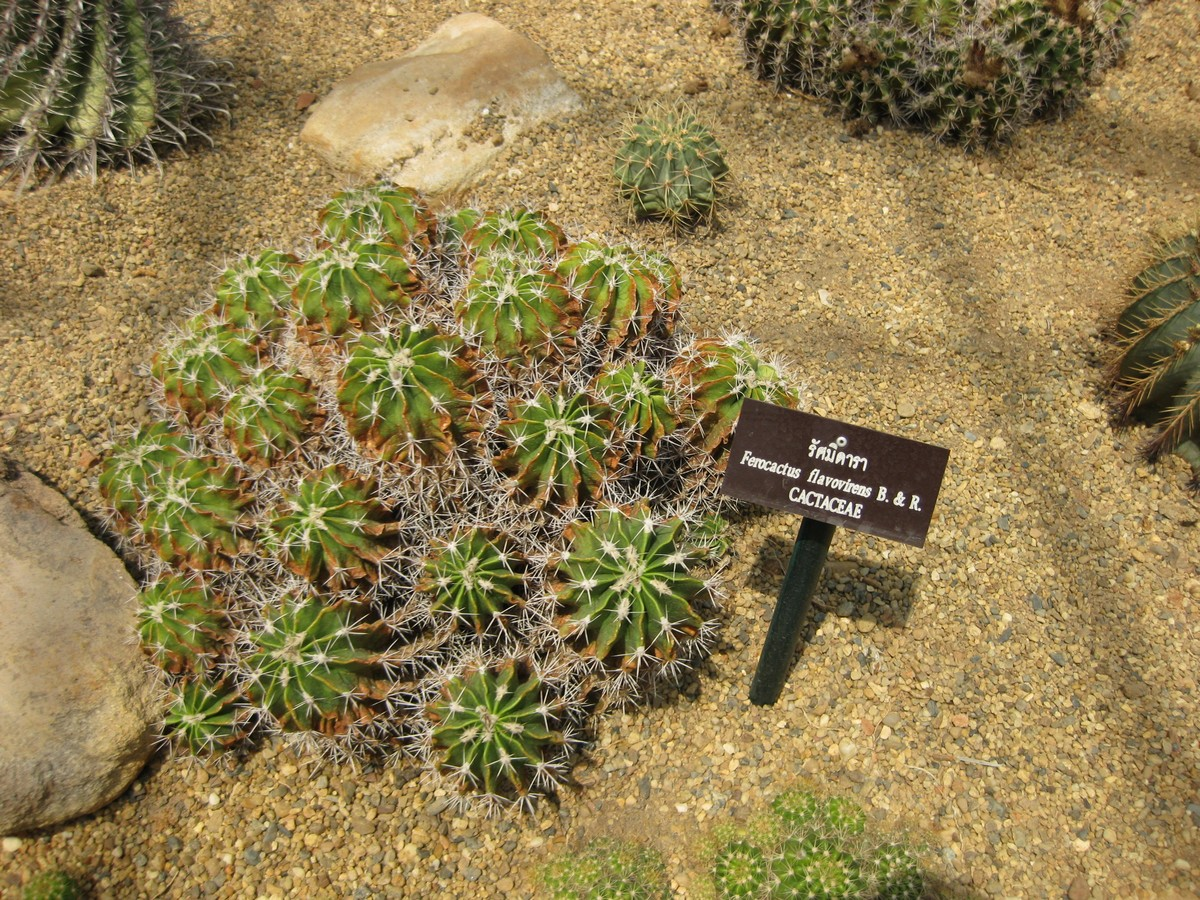
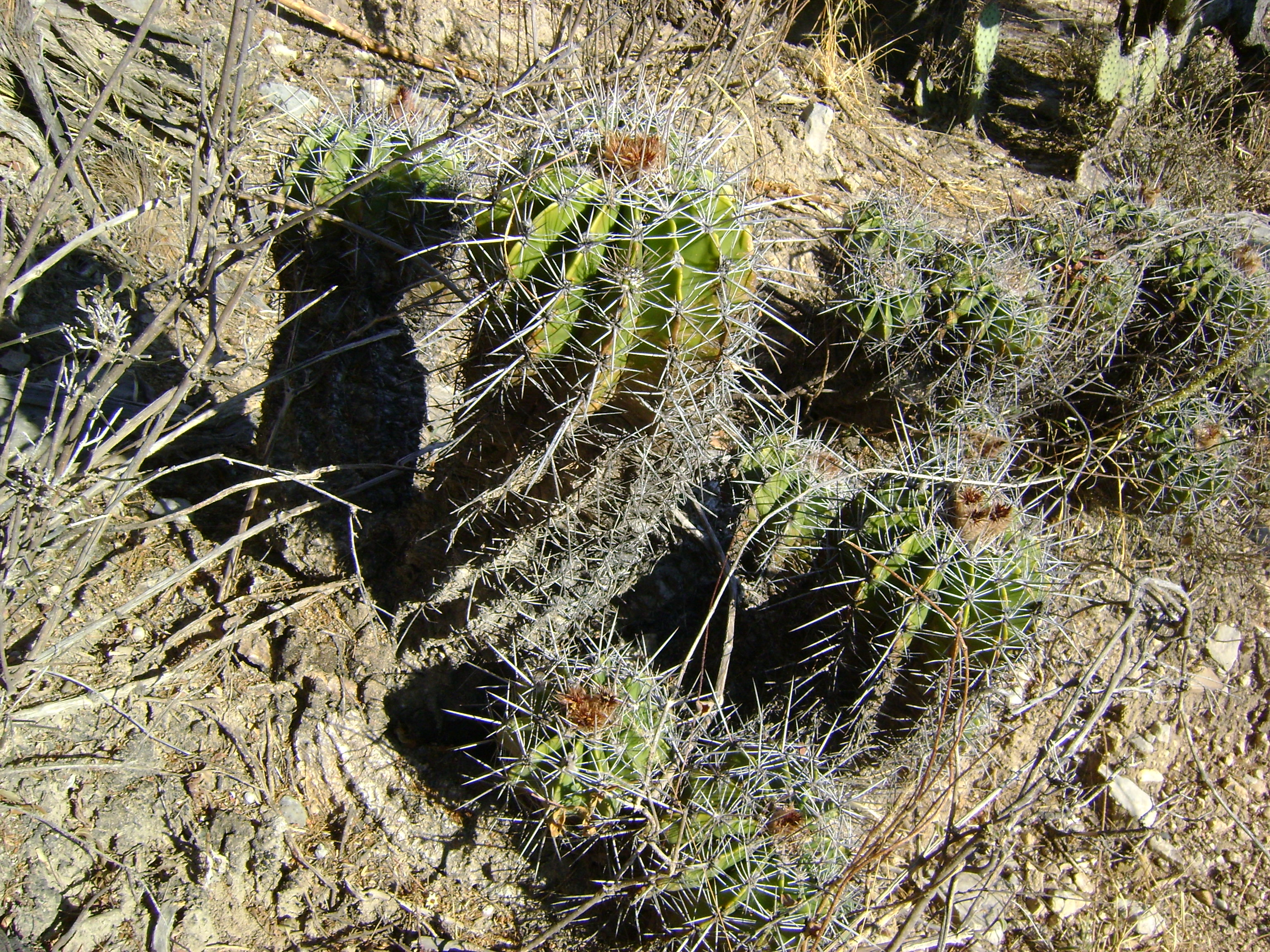
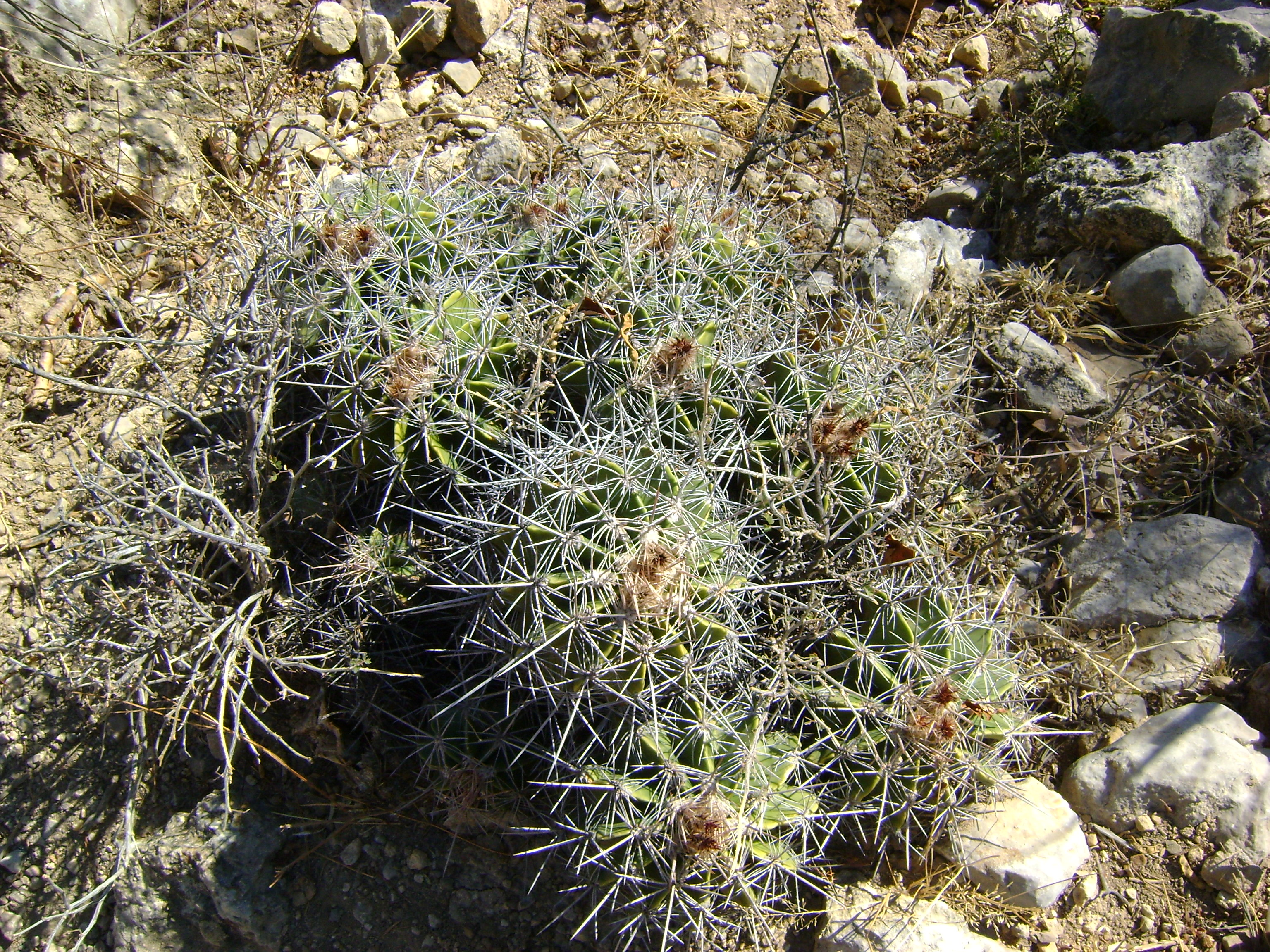
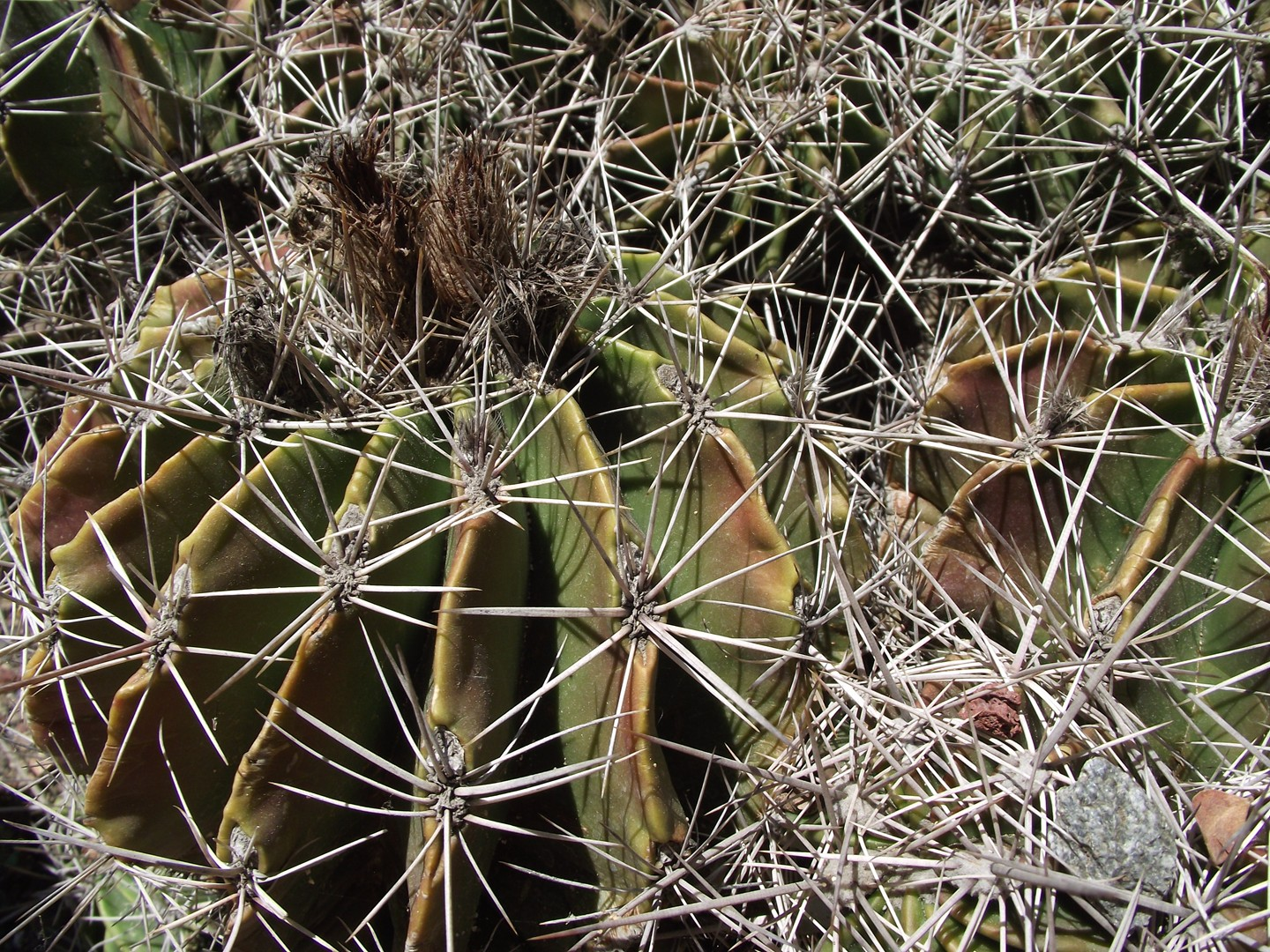
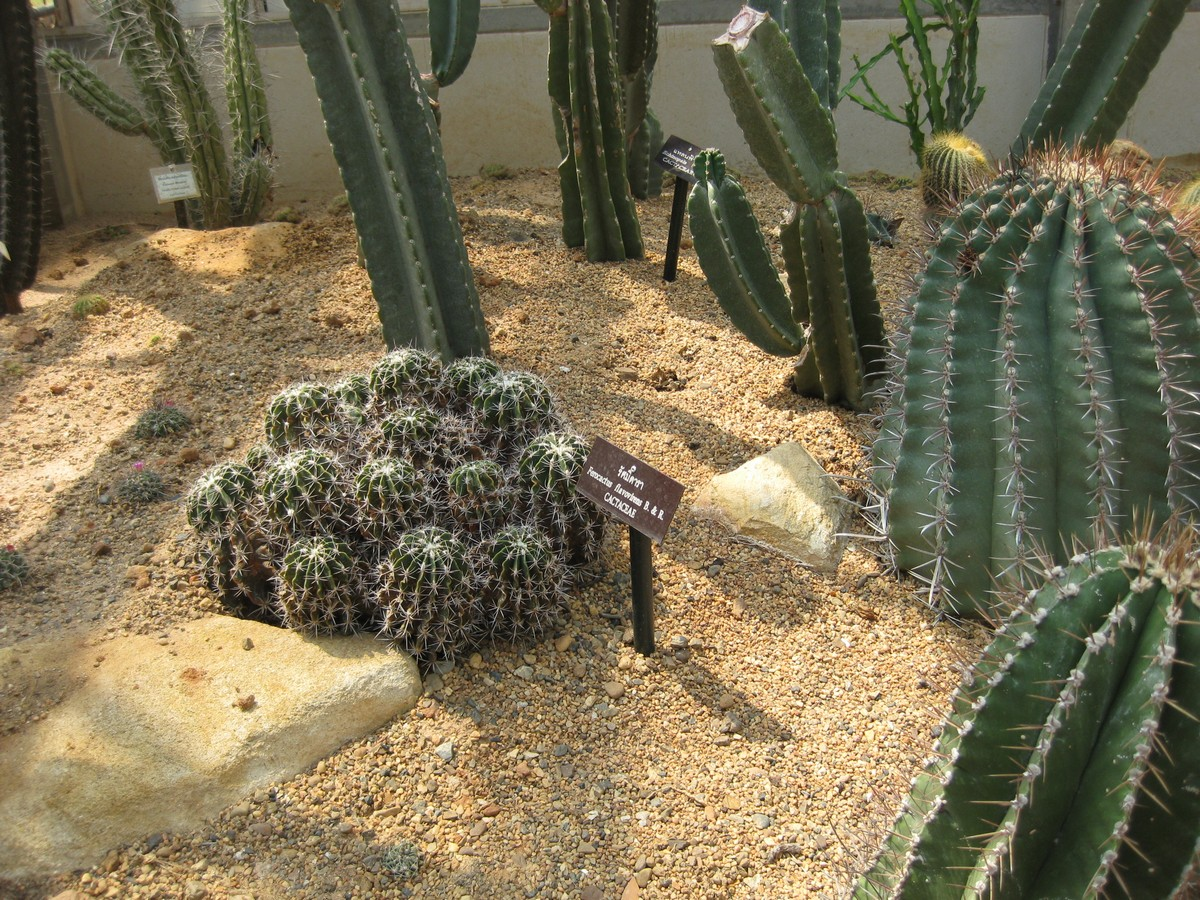